# Pawnee

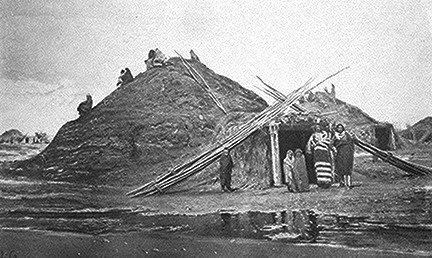
Vivienda pawnee de troncos recubierta de tierra

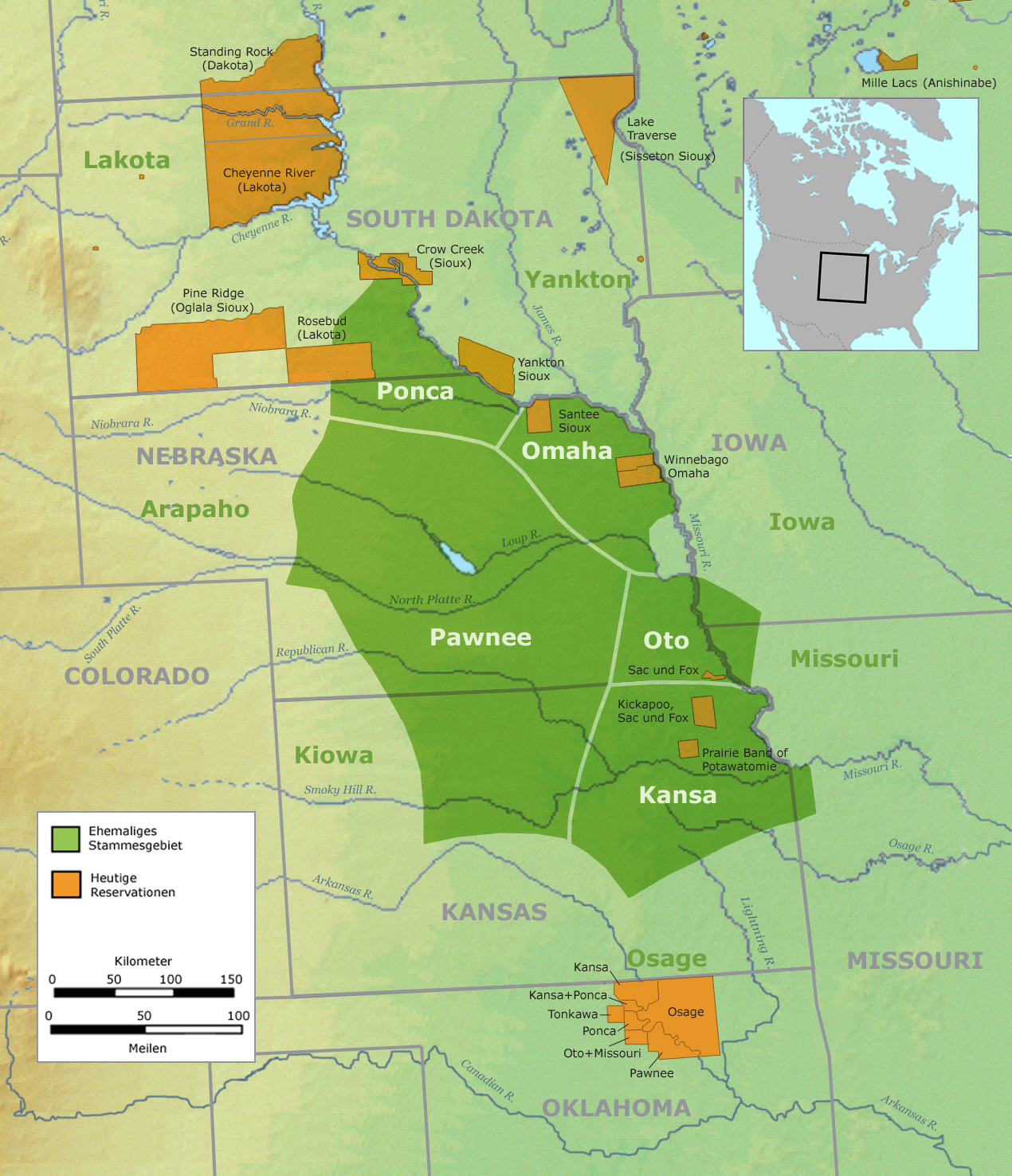
Antiguos territorios de la tribu pawnee (en verde). En la parte inferior, en rojo, actual reserva en Oklahoma.

Los pawnee son una tribu indígena del centro de Norteamérica. La lengua pawnee pertenece a familia de lenguas caddoanas, cuyo nombre procede de «paariki» (cuerno) y que se llamaban (hombre de los hombres). Se dividían en cuatro grupos:
- skidi o skiri, también llamados Loup Pawnee;
- chaui o gran pawnee;
- kitkahahki o Republican Pawnee;
- pitahauirata o tapage («ruidosos») pawnee.

Vivían en la cuenca media del río Platte, en las actuales Nebraska y Kansas. Actualmente viven en Oakland, Condado de Pawnee (Oklahoma), donde comparten reserva con los otoe, peoria y tonkawa.

## Demografía
Hacia el 1702 eran 2000 familias. Aumentaron a 10 000 en 1802, número que se mantuvo estable en 1835, pero las enfermedades y los ataques los rebajaron a 2447 individuos en 1872 y a 1521 en 1876; en 1900 solo quedaban 649 y en 1960 existían 1149 en Oklahoma, de los cuales 670 vivían en el territorio de la reserva. En 1980 eran unos 2300 en Oklahoma, de los cuales 200 todavía hablaban la lengua caddo, y algunos habitaban en Nebraska y Kansas.
Según datos de la BIA, en 1995 en la reserva pawnee vivían 954 individuos (2462 apuntados en el rol tribal).
Según datos del censo de 2000, hay 2485 pawnees puros, 487 mezclados con otras tribus, 1246 mezclados con otras razas y 322 mezclados con otras tribus y otras razas. En total, 4540 individuos.

## Costumbres
Vivían en cabañas cónicas de troncos cubiertas de tierra como las de las arikara, hidatsa y mandan, de 9 a 15 metros de diámetro y de 3 o 4 de alto con la chimenea en el centro, largas y en forma cupulada; pero cuando cada año se dedicaban a la caza del búfalo, entonces vivían en tipis de piel de este animal. Se dedicaban a la agricultura de maíz, guisantes y cebollas.
Su danza más importante era la «hako», que simbolizaba la buena voluntad entre las tribus. También hacían terriza, pero decayó cuando adquirieron caballos y armas de fuego en el siglo XVII-XVIII de los establecimientos españoles del sudoeste. Las distinciones de clases favorecieron a los cabecillas, chamanes y sacerdotes.
Cada cabecilla se encargaba de un mazo sagrado, y los sacerdotes se encargaban de los cánticos y ritos sagrados. También tenían sociedades militares y de caza. Se casaban con una mujer de la misma aldea. Cada aldea tenía un envoltorio sagrado que quedaba al cuidado del cabecilla, en la principal casa de la aldea, y que era llevado por el jefe cuando se reunía con otro cabecilla. Esto les servía para hacer una Confederación tribal, y nombrar un Gran Cabecilla.
Eran profundamente religiosos. Creían que algunas estrellas eran dioses y creaban rituales para obtener su presencia, aunque también usaban la astronomía para cosas cotidianas (como para plantar el maíz). Los chamanes se agrupaban en una sociedad, curaban enfermos y prevenían la sequía y la escasez, al mismo tiempo que creían en el poder de las oraciones y de los ritos. Se reunían periódicamente para hacer pruebas de magia. Aun así, los envoltorios estaban a cargo de una casta independiente de sacerdotes que aprendían de memoria los rituales, canciones y plegarias.
En general, los pawnee eran famosos entre las otras tribus por su filosofía mitológica. Creían que el maíz era como una Madre simbólica fuente de toda vida, que había aparecido en el mundo en forma de mujer y que la germinación de granos simbolizaba la vida, mediante la cual el Sol concedía sus bendiciones. Tirawa era la divinidad del poder supremo, representada por la bóveda celeste, y también creían en las estrellas de la noche y de la mañana, a las cuales cada año recitaban largos poemas rituales dirigidos a invocar su presencia, pero también le ofrecían sacrificios humanos; tenían un gran envoltorio donde guardaban los objetos sagrados rituales para la Estrella de la Mañana, y le inmolaban una mujer cautiva para obtener buenas cosechas; cuando una partida capturaba una joven superviviente, la vestía y arreglaba bien para el sacrificio, para arrancarle el corazón con un cuchillo y abandonando el cuerpo en la planicie, rito que fue abolido en 1816 por el cabecilla Petalesharo cuando salvó a una joven comanche que iba a ser sacrificada.

## Historia

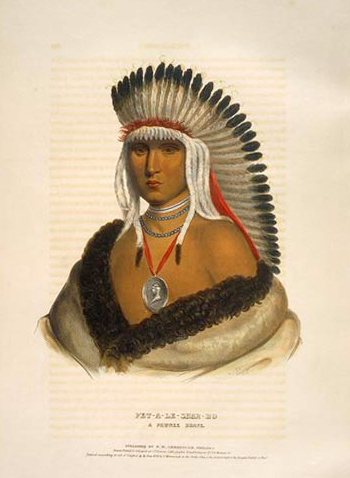
Retrato de Petalesharo.

Se cree que procedían del sur, quizás del golfo de México, desde donde emigraron hacia el norte, siguiendo el curso del río Misisipi. Llegaron a Nuevo México en el siglo XVIII en búsqueda de cebollas, y se enemistaron con los siux porque les atacaron para robarles caballos, armas y provisiones. Se asentaron en Nebraska, donde vivían unas 2000 familias en 20 aldeas permanentes, llamadas por los franceses Repúblicas Paunis. En 1626 contactaron con los españoles y en 1673 fueron visitados por el francés Jacques Marquette. Poseían caballos y comerciaron con los franceses hasta el 1763, año en que, al pasar toda Luisiana a los españoles, decayó el comercio. En 1709 el esclavismo de negros y pawnee era legal en Canadá.
Ayudaron a los independentistas norteamericanos contra los ingleses, y se mostraron amistosos con ellos después de la Compra de Luisiana en 1802. Desde 1803 comerciaron con el puerto de Saint Louis, y en 1804 fueron visitados por la expedición de Lewis y Clark en las riberas del río Platte.
El cabecilla skidi Petalesharo o Man Chief (1797-1841), hijo del cabecilla Knife Chief, y que en 1816 había abolido el rito de la Estrella de la Mañana, firmó en 1818 el Tratado de paz de San Luis con los EE. UU., y en 1821 visitó al presidente James Monroe con una delegación de 60 pawnee. En 1825 reconocieron la soberanía de los EE. UU. sobre sus tierras.
Firmaron nuevos tratados de cesión de tierras en 1833, por los cuales abandonaron el sur del río Platte y aceptaron un agente indio en 1848. En 1857 cedieron sus tierras y aceptaron un territorio en Nebraska, en los márgenes del río Loup. Los ataques de los sioux que los empujaban hacia el sur, las epidemias de viruela y las plagas de langosta redujeron su número. Algunos se alistaron en el ejército como exploradores en las campañas contra siux y shoshones del 1865-1880.
El cabecilla chaui Petalesharo (1823-1874), partidario de respetar la paz con los blancos e instalarse en Oklahoma, fue asesinado por uno de los suyos por este motivo, pero aun así los pawnee se trasladaron en 1876 a este territorio. Cuando Wovoka predicó la Danza de los espíritus entre los siux las malas condiciones de la reserva de Oklahoma provocaron que esta religión se extendiera también entre ellos, merced la conversión en 1890 del líder skidi Mark Ridder y del líder kitkahahki Frank White (muerto en 1893), que fue apresado y se acogió al culto del peyote. También una skidi llamada Mrs. Washington creó en 1892-93 los Seven Eagles Brothers, una versión propia del movimiento. A su vez, el chaui Tahirussawichi (1830-?) proporcionó información a los antropólogos sobre la ceremonia «hako» y sobre el mantenimiento de los objetos sagrados en 1898-1900.
En los años 80 el cabecilla más destacado era Uncle Frank Davies, líder de la Iglesia nativa americana entre los pawnee.

## Pawnees célebres
- Petalesharo
- James Murie
- White Eagle